# Alfonso Albert
Alfonso Albert García (Torrent, 22 maggio 1973) è un ex cestista spagnolo.

## Palmarès
- Campionato spagnolo: 1

Joventut Badalona: 1991-92
- Copa del Rey: 2

Joventut Badalona: 1997
Valencia: 1998
- Liga catalana: 1

Joventut Badalona: 1994
- Coppa dei Campioni: 1

Joventut Badalona: 1993-94